# 意大利迦

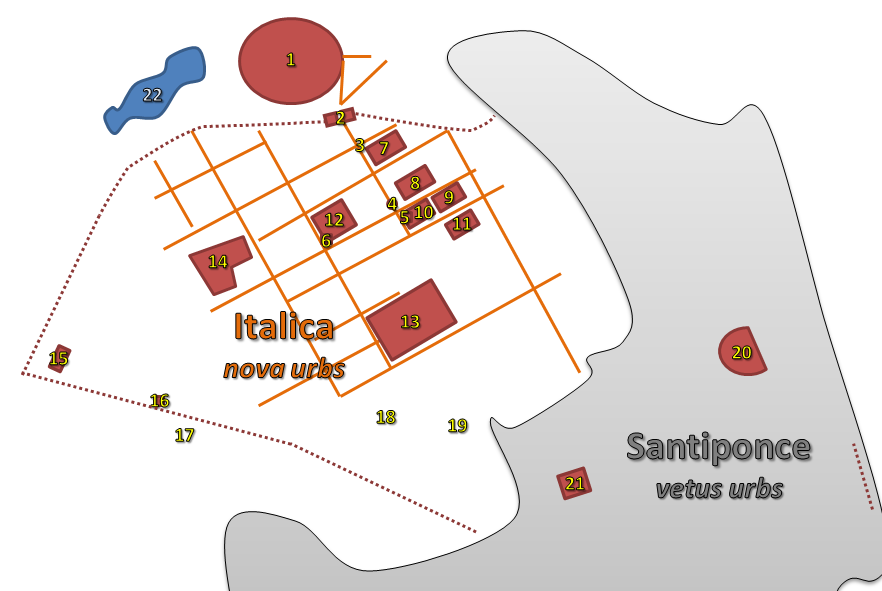
所在地地圖

意大利迦（西班牙語：Itálica）位於現代桑蒂蓬塞北部，西班牙南部城市塞維利亞的西北9公里處，是由羅馬將軍大西庇阿在貝提卡省建立的一個定居點。它是羅馬皇帝圖拉真，哈德良和狄奥多西的出生地。它在哈德良統治下繁榮發展，成為一個精緻的城市中心，並獲得了較高的殖民地地位。現代的桑蒂蓬塞位於伊比利亞人的定居點之上，是保存完好的羅馬城市一部分。